# Liste der Kulturdenkmale in Berlin-Wilhelmstadt

Lage von Wilhelmstadt in Berlin

In der Liste der Kulturdenkmale von Wilhelmstadt sind die Kulturdenkmale des Berliner Ortsteils Wilhelmstadt im Bezirk Spandau aufgeführt.

## Denkmalbereiche (Ensembles)
| 09080529 | Adamstraße 1–2, 49 Beyerstraße 26 Pichelsdorfer Straße 69/77 (Lage) | Mietshäuser und Nebengebäude Baudenkmale siehe: Adamstraße 1, 2, 49 | Weitere Bestandteile des Ensembles:                                     | Weitere Bestandteile des Ensembles: | Weitere Bestandteile des Ensembles: | Weitere Bestandteile des Ensembles: | Weitere Bestandteile des Ensembles: | Weitere Bestandteile des Ensembles: | Weitere Bestandteile des Ensembles: |
| 09080529 | Adamstraße 1–2, 49 Beyerstraße 26 Pichelsdorfer Straße 69/77 (Lage) | Mietshäuser und Nebengebäude Baudenkmale siehe: Adamstraße 1, 2, 49 | 09080131 – Pichelsdorfer Straße 69 / Beyerstraße 26, Mietshaus, um 1875 |                                     |                                     |                                     |                                     |                                     |                                     |
| 09080529 | Adamstraße 1–2, 49 Beyerstraße 26 Pichelsdorfer Straße 69/77 (Lage) | Mietshäuser und Nebengebäude Baudenkmale siehe: Adamstraße 1, 2, 49 | Remise, um 1875                                                         |                                     |                                     |                                     |                                     |                                     |                                     |
| 09080529 | Adamstraße 1–2, 49 Beyerstraße 26 Pichelsdorfer Straße 69/77 (Lage) | Mietshäuser und Nebengebäude Baudenkmale siehe: Adamstraße 1, 2, 49 | 09080533 – Pichelsdorfer Straße 71, Mietshaus, um 1875                  |                                     |                                     |                                     |                                     |                                     |                                     |
| 09080529 | Adamstraße 1–2, 49 Beyerstraße 26 Pichelsdorfer Straße 69/77 (Lage) | Mietshäuser und Nebengebäude Baudenkmale siehe: Adamstraße 1, 2, 49 | Seitenflügel, um 1910                                                   |                                     |                                     |                                     |                                     |                                     |                                     |
| 09080529 | Adamstraße 1–2, 49 Beyerstraße 26 Pichelsdorfer Straße 69/77 (Lage) | Mietshäuser und Nebengebäude Baudenkmale siehe: Adamstraße 1, 2, 49 | 09080534 – Pichelsdorfer Straße 75, Mietshaus, um 1910                  |                                     |                                     |                                     |                                     |                                     |                                     |
| 09080529 | Adamstraße 1–2, 49 Beyerstraße 26 Pichelsdorfer Straße 69/77 (Lage) | Mietshäuser und Nebengebäude Baudenkmale siehe: Adamstraße 1, 2, 49 | 09080535 – Pichelsdorfer Straße 77, Mietshaus, um 1890                  |                                     |                                     |                                     |                                     |                                     |                                     |

## Denkmalbereiche (Gesamtanlagen)
| Nr.      | Lage | Offizielle Bezeichnung                                | Bestandteile | Bild |
| -------- | --- | ----------------------------------------------------- | --- | ---- |
| 09080613 | Adamstraße 29–31 Konkordiastraße 1/15 Melanchthonstraße 61–67 Weverstraße 34–36 (Lage)                                   | Wohnanlage Adamshof                                   | 1925 nach Plänen von Richard Ermisch errichtet (siehe auch Gartendenkmal Innen- und Ehrenhof) |      |
| 09085466 | Betckestraße 5–8D Weverstraße 4–11E (Lage)                                                                               | Wohnanlage                                            | 1929–1931 von Richard Ermisch |      |
| 09085467 | Betckestraße 22–33 Pichelsdorfer Straße 78, 80 Wörther Straße 1/7 (Lage)                                                 | Wohnanlage                                            | 1919–1920 von Karl Elkart und Ludorf |      |
| 09085468 | Bocksfeldplatz 1–35 Bocksfeldstraße 30–56 Bollmannweg 1/9 Enger Steig 4/14 Fröhnerstraße 1, 2/10 Jaczostraße 4/34 (Lage) | Siedlung Bocksfelde                                   | 5 Wohnzeilen am Bocksfeldplatz, 1927–1929 von Carl Jacobs |      |
| 09085468 | Bocksfeldplatz 1–35 Bocksfeldstraße 30–56 Bollmannweg 1/9 Enger Steig 4/14 Fröhnerstraße 1, 2/10 Jaczostraße 4/34 (Lage) | Siedlung Bocksfelde                                   | 2 Wohnzeilen und 6 Mehrfamilienhäuser an Bocksfeldstraße |      |
| 09085468 | Bocksfeldplatz 1–35 Bocksfeldstraße 30–56 Bollmannweg 1/9 Enger Steig 4/14 Fröhnerstraße 1, 2/10 Jaczostraße 4/34 (Lage) | Siedlung Bocksfelde                                   | 3 Wohnzeilen an Enger Steig |      |
| 09085468 | Bocksfeldplatz 1–35 Bocksfeldstraße 30–56 Bollmannweg 1/9 Enger Steig 4/14 Fröhnerstraße 1, 2/10 Jaczostraße 4/34 (Lage) | Siedlung Bocksfelde                                   | 4 Wohnzeilen an Jaczostraße |      |
| 09085563 | Földerichplatz 5 Konkordiastraße 10 (Lage)                                                                               | 5. und 12. Gemeindeschule                             | Schulgebäude, 1877–1878 |      |
| 09085563 | Földerichplatz 5 Konkordiastraße 10 (Lage)                                                                               | 5. und 12. Gemeindeschule                             | Klassentrakt, 1909–1911 |      |
| 09085563 | Földerichplatz 5 Konkordiastraße 10 (Lage)                                                                               | 5. und 12. Gemeindeschule                             | Turnhalle, 1909–1911 |      |
| 09085717 | Pichelsdorfer Straße 28/48 Genfenbergstraße 3–16, 17/31 Götelstraße 59 Grimnitzseeweg 3/15 (Lage)                        | Siedlung Birkenwäldchen                               | Wohnzeile an Genfenbergstraße, 1926–1928 von Richard Ermisch |      |
| 09085717 | Pichelsdorfer Straße 28/48 Genfenbergstraße 3–16, 17/31 Götelstraße 59 Grimnitzseeweg 3/15 (Lage)                        | Siedlung Birkenwäldchen                               | 2 Wohnzeilen im Birkenwäldchen (siehe auch Gartendenkmal Freiflächen der Siedlung) |      |
| 09012526 | Scharfe Lanke 57/61 (Lage)                                                                                               | Akademischer Seglerverein                             | Vereinshaus, 1905–1906 von Bernhard Steinbrück, 1962–1964 Anbau von Johannes Krüger |      |
| 09012526 | Scharfe Lanke 57/61 (Lage)                                                                                               | Akademischer Seglerverein                             | Bootsschuppen, 1933–1934 |      |
| 09012526 | Scharfe Lanke 57/61 (Lage)                                                                                               | Akademischer Seglerverein                             | Gartenpavillon, vermutlich 1905–1906 |      |
| 09012526 | Scharfe Lanke 57/61 (Lage)                                                                                               | Akademischer Seglerverein                             | Eishaus, vermutlich 1905–1906 |      |
| 09085788 | Scharfe Lanke 109/131 (Lage)                                                                                             | Schiffswerft                                          | Werkshalle, Werkstatt und Verwaltungsgebäude 1899; Fabrikgebäude und Trafohaus 1920. 1899 als Maschinen- und Schiffsfabrik zum Bau von Binnenschiffen errichtet. 1966 wurde die Werft in eine Marina umgewandelt. |      |
| 09085788 | Scharfe Lanke 109/131 (Lage)                                                                                             | Denkmalverlust: Verwaltungsgebäude, Werkstatthalle    | 2011 zerstörte ein Großbrand das Gelände. An gleicher Stelle wurde Juni 2011 der Grundstein für den Neubau eines Kontorgebäudes gelegt. Erhalten geblieben ist das westliche Fabrikgebäude.                       |      |
| 09085789 | Schmidt-Knobelsdorf-Straße 31 Wilhelmstraße 13A-C, 15–16 (Lage)                                                          | Kaserne (Brook Barracks)                              | 1914–1918 (?), um 1935 |      |
| 09085795 | Seeburger Straße 60–61A (Lage)                                                                                           | Johannastift                                          | Altersheim, 3 Wohnbauten, 1885, 1890, 1892 (siehe auch Gartendenkmal Parkanlage des Johannastiftes) |      |
| 09085796 | Seeburger Straße 73–75 Seecktstraße 2–16 (Lage)                                                                          | Kaserne (Wavell Barracks)                             | 8 große Mannschaftsgebäude, 1935–1936 von Robert Kisch |      |
| 09085796 | Seeburger Straße 73–75 Seecktstraße 2–16 (Lage)                                                                          | Kaserne (Wavell Barracks)                             | 2 kleine Mannschaftsgebäude |      |
| 09085796 | Seeburger Straße 73–75 Seecktstraße 2–16 (Lage)                                                                          | Kaserne (Wavell Barracks)                             | kleines Mannschaftsgebäude mit Nebengebäude |      |
| 09085796 | Seeburger Straße 73–75 Seecktstraße 2–16 (Lage)                                                                          | Kaserne (Wavell Barracks)                             | Pförtnerhaus |      |
| 09085796 | Seeburger Straße 73–75 Seecktstraße 2–16 (Lage)                                                                          | Kaserne (Wavell Barracks)                             | Garagenzeile |      |
| 09085796 | Seeburger Straße 73–75 Seecktstraße 2–16 (Lage)                                                                          | Kaserne (Wavell Barracks)                             | Werkhalle |      |
| 09085796 | Seeburger Straße 73–75 Seecktstraße 2–16 (Lage)                                                                          | Kaserne (Wavell Barracks)                             | Aufmarschplatz mit 4 Gebäuden |      |
| 09085796 | Seeburger Straße 73–75 Seecktstraße 2–16 (Lage)                                                                          | Kaserne (Wavell Barracks)                             | Lagerhalle mit Anbauten |      |
| 09085796 | Seeburger Straße 73–75 Seecktstraße 2–16 (Lage)                                                                          | Kaserne (Wavell Barracks)                             | 4 Schuppen der Gärtnerei |      |
| 09085807 | Sprengelstraße 7/23 Konkordiastraße 25/27, 29–34 Ulmenstraße 8/14 Wilhelmstraße 134–136 (Lage)                           | Wohnanlage                                            | 1928–1929 von Richard Ermisch |      |
| 09085030 | Wilhelmstraße 22–24 (Lage)                                                                                               | Beamtenwohnhäuser des ehemaligen Festungsgefängnisses | 1878–1881 |      |
| 09085841 | Wilhelmstraße 24D–30 (Lage)                                                                                              | Train-Kaserne (Smuts Barracks)                        | 1885–1886 und spätere Erweiterungen, Smuts Barracks der Britischen Alliierten von 1945–1994, mit Schießstand, 1960er Jahre, Munitionsdepot und Schutzzaunanlage, 1980er Jahre                                     |      |

## Baudenkmale
| Nr.      | Lage                                                     | Offizielle Bezeichnung                                              | Beschreibung | Bild                                          |
| -------- | -------------------------------------------------------- | ------------------------------------------------------------------- | --- | --------------------------------------------- |
| 09080530 | Adamstraße 1 Pichelsdorfer Straße 73 (Lage)              | Mietshaus Bestandteil des Ensembles: Adamstraße                     | um 1875 |                                               |
| 09080531 | Adamstraße 2 (Lage)                                      | Mietshaus Bestandteil des Ensembles: Adamstraße                     | um 1900 |                                               |
| 09080609 | Adamstraße 8 (Lage)                                      | Wohnhaus mit Seitengebäude                                          | 1873 |                                               |
| 09080609 | Adamstraße 8 (Lage)                                      | Wohnhaus mit Seitengebäude                                          | Seitengebäude |                                               |
| 09080610 | Adamstraße 9 (Lage)                                      | Mietshaus und Nebengebäude                                          | 1873–1874 |                                               |
| 09080610 | Adamstraße 9 (Lage)                                      | Mietshaus und Nebengebäude                                          | Nebengebäude |                                               |
| 09080611 | Adamstraße 10 (Lage)                                     | Mietshaus und Nebengebäude                                          | 1873–1874 |                                               |
| 09080611 | Adamstraße 10 (Lage)                                     | Mietshaus und Nebengebäude                                          | Nebengebäude |                                               |
| 09080612 | Adamstraße 28 Melanchthonstraße 1–2 (Lage)               | Friedrich-Wilhelm-Victoria-Bürger-Hospital                          | 1896–1897, 1931 erweitert |                                               |
| 09080532 | Adamstraße 49 (Lage)                                     | Mietshaus mit Seitenflügel Bestandteil des Ensembles: Adamstraße    | um 1885 |                                               |
| 09085433 | Alt-Pichelsdorf Heerstraße (Lage)                        | Kiosk mit Toilettenanlage                                           | um 1925 |                                               |
| 09085434 | Alt-Pichelsdorf 3 (Lage)                                 | Bauernhaus mit Nebengebäuden                                        | Bauernhaus, um 1850 |                                               |
| 09085434 | Alt-Pichelsdorf 3 (Lage)                                 | Bauernhaus mit Nebengebäuden                                        | Nebengebäude |                                               |
| 09085435 | Alt-Pichelsdorf 3A, 6A (Lage)                            | Mietshaus                                                           | um 1900 |                                               |
| 09085443 | Am Pichelssee 15 Schwimmerweg 10–11 (Lage)               | Wohnhaus                                                            | um 1885 |                                               |
| 09085443 | Am Pichelssee 15 Schwimmerweg 10–11 (Lage)               | Wohnhaus                                                            | Anbau 1928 von Heinrich Wolf |                                               |
| 09085444 | Am Pichelssee 20–21 (Lage)                               | Bundeslehr- und Forschungsstätte der DLRG                           | 1969–1971 von Ludwig Leo |                                               |
| 09085596 | Havelchaussee Elsgrabenweg (Lage)                        | Teltower Schanze                                                    | Schanze mit Hohlschutzräumen und Graben, 1866 fertiggestellt |                                               |
| 09085815 | Brandensteinweg 37 (Lage)                                | Bootshausanlage mit Sommerlaube                                     | 1920er Jahre |                                               |
| 09085492 | Brüderstraße 6 Földerichstraße 63 (Lage)                 | Mietshaus                                                           | 1906–1908 |                                               |
| 09085493 | Brüderstraße 17 (Lage)                                   | Mietshaus                                                           | um 1905 |                                               |
| 09085494 | Brüderstraße 18 (Lage)                                   | Mietshaus                                                           | um 1910 |                                               |
| 09085495 | Brüderstraße 36 Pichelsdorfer Straße 99 (Lage)           | Mietshaus                                                           | um 1885 |                                               |
| 09085495 | Brüderstraße 36 Pichelsdorfer Straße 99 (Lage)           | Mietshaus                                                           | Remise |                                               |
| 09085569 | Gatower Straße 7 (Lage)                                  | Wohnhaus mit Werkstatt- und Stallgebäude                            | um 1890 |                                               |
| 09085569 | Gatower Straße 7 (Lage)                                  | Wohnhaus mit Werkstatt- und Stallgebäude                            | Werkstatt- und Stallgebäude |                                               |
| 09085570 | Gatower Straße 199/219 (Lage)                            | Jaczoturm                                                           | Denkmal, 4. Viertel 19. Jh. Der etwa 4 Meter hohe Rundturm im romantisch-mittelalterlichen Stil verweist ebenso wie das auf der anderen Seite der Havel gelegene Schildhorndenkmal auf die Schildhornsage, nach der der Slawenfürst Jacza von Köpenick 1157 nach verlorener Schlacht vor Albrecht dem Bären durch die Havel flieht, fast ertrinkt und in seiner Not den Christengott um Hilfe bittet (somit die Christianisierung der Slawen einläutet). | Jaczoturm · Relief und Inschrift am Jaczoturm |
| 09085570 | Gatower Straße 199/219 (Lage)                            | Jaczoturm                                                           | Der Turm besteht aus unbehauenen Kalksteinblöcken sowie teilweise Granitsteinen und Industrieziegeln und ist mit 13 gemauerten Zinnen gekrönt. Ein Figurenrelief an der Westseite des Turms stellt die Flucht Jaczas, gefolgt von drei deutschen Rittern bildhaft dar. Darunter befindet sich eine Inschrift Has per fauces, Jaczo, princeps Slavorum, / ab Alberto Urso pulsus, ad habelam evasit. / Anno Domini MCLVII. (Durch diese Schlucht wurde Jaczo der Slawenfürst im Jahre des Herrn 1157 von Albrecht dem Bären verfolgt und in die Havel getrieben). In der Südseite befindet sich ein Eingang mit Lattentür und Rundbogen, über dem ein Relief mit Bärenwappen eingelassen ist. Das genaue Erbauungsdatum ist strittig, viele Quellen nennen 1914 als wahrscheinliches Baujahr, während neuere Nachforschungen hingegen ein Bestehen bereits vor 1900 nahelegen. In jüngerer Zeit war das Bauwerk durch Zerfall und Vandalismus stark in Mitleidenschaft gezogen. Der Tag des offenen Denkmals 2011 rückte den vergessenen Jaczoturm wieder in das öffentliche Bewusstsein. Der „Förderverein historisches Gatow“ führte im Juni 2011 einige Restaurierungsarbeiten am Bauwerk aus und stellte unter anderem alle 13 Zinnen vollständig wieder her. |                                               |
| 09085579 | Götelstraße 111/115 (Lage)                               | Pumpwerk                                                            | 1897 von Friedrich Paul |                                               |
| 09085580 | Gotenweg 17 (Lage)                                       | Wohnhaus                                                            | 1937 von Hanns A. Pfeffer |                                               |
| 09085580 | Gotenweg 17 (Lage)                                       | Wohnhaus                                                            | Terrasse |                                               |
| 09085581 | Gotenweg 20 (Lage)                                       | Wohnhaus                                                            | nach 1937 von Hanns A. Pfeffer |                                               |
| 09085581 | Gotenweg 20 (Lage)                                       | Wohnhaus                                                            | Garage |                                               |
| 09085584 | Grimnitzstraße 8 (Lage)                                  | Wohnhaus mit Nebengebäuden                                          | 1877 |                                               |
| 09085584 | Grimnitzstraße 8 (Lage)                                  | Wohnhaus mit Nebengebäuden                                          | Aufstockung des Seitenflügels, 1935 |                                               |
| 09085599 | Heerstraße (Lage)                                        | Stößenseebrücke                                                     | 1908–1909 von Karl Bernhard. Die Fachwerkbrücke mit oben aufliegender, 5-feldriger Fahrbahn wurde zusammen mit der Freybrücke als Teil der Heerstraße erbaut. Sie ist ca. 100 Meter lang und überspannt den Stößensee und die Havelchaussee. 2001 musste die Brücke instand gesetzt werden, nachdem der südwestliche Sockel in Schräglage geraten war. (siehe auch Denkmalliste von Westend) |                                               |
| 09085604 | Höhenweg 8 (Lage)                                        | Wohnhaus                                                            | um 1930 |                                               |
| 09085605 | Höhenweg 9 (Lage)                                        | Haus Dr. Baensch                                                    | 1934–1935 von Hans Scharoun – Haus für den Rechtsanwalt Dr. Felix Baensch. Die schmale Straßenansicht ist konventionell mit einem flachen Pultdach und einer schlichten, verputzten Fensterfassade gestaltet. Zur Gartenseite hingegen entwickelt sich der Grundriss fächerförmig und korrespondiert so mit der zur Havelseite hin abfallenden Hügellandschaft. Die hintere Fassade besteht aus großen Fensterfronten und Holzvertäfelungen. (siehe auch Gartendenkmal Hausgarten) |                                               |
| 09085606 | Höhenweg 10 (Lage)                                       | Wohnhaus                                                            | 1934 von Hermann Henselmann |                                               |
| 09085070 | Jaczostraße 52/54 (Lage)                                 | Ev. Gnadenkirche                                                    | 1946–1957 von Carl Theodor Brodführer, Glockenturm 1965 von Scholz |                                               |
| 09085627 | Jägerstraße 9–10 Weißenburger Straße 50 (Lage)           | Mietshaus                                                           | 1926 von B. Bohne |                                               |
| 09085679 | Melanchthonplatz (Lage)                                  | Ev. Melanchthon-Kirche                                              | 1893 von v. Lancizolle, Erneuerung 1954–1956 von Emil Fangmeyer |                                               |
| 09085718 | Pichelsdorfer Straße 87 Weißenburger Straße 15 (Lage)    | Mietshaus                                                           | um 1905 |                                               |
| 09085718 | Pichelsdorfer Straße 87 Weißenburger Straße 15 (Lage)    | Mietshaus                                                           | Remise |                                               |
| 09097853 | Pichelsdorfer Straße 89/91 Weißenburger Straße 47 (Lage) | Wohnhaus mit Laden und Gaststätte (Fachwerkgebäude, Rayon Bezirk 2) | um 1870, Umbau 1888 Gebäude wurde nach Bekanntwerden von Abrissplänen und Bürgenprotesten dagegen kurzfristig unter Denkmalschutz gestellt. |                                               |
| 09097853 | Pichelsdorfer Straße 89/91 Weißenburger Straße 47 (Lage) | Wohnhaus mit Laden und Gaststätte (Fachwerkgebäude, Rayon Bezirk 2) | Ladengeschäft, um 1905 |                                               |
| 09097853 | Pichelsdorfer Straße 89/91 Weißenburger Straße 47 (Lage) | Wohnhaus mit Laden und Gaststätte (Fachwerkgebäude, Rayon Bezirk 2) | Gewerbebau (Hofgebäude), 1888 |                                               |
| 09085791 | Schulenburgstraße Götelstraße (Lage)                     | Schulenburgbrücke                                                   | 1907–1909 |                                               |
| 09065378 | Scharfe Lanke 51 (Lage)                                  | Villa                                                               | 1970–1971 von Jan und Rolf Rave |                                               |
| 09085794 | Seeburger Straße 15A (Lage)                              | Kolonistenhaus                                                      | um 1820 |                                               |
| 09085797 | Seeburger Straße 86 (Lage)                               | Wohnhaus                                                            | um 1820 |                                               |
| 09085798 | Seeburger Straße 90 (Lage)                               | Mietshaus                                                           | um 1880 |                                               |
| 09085799 | Seeburger Straße 91 (Lage)                               | Mietshaus mit Nebengebäude                                          | um 1880 |                                               |
| 09085799 | Seeburger Straße 91 (Lage)                               | Mietshaus mit Nebengebäude                                          | Nebengebäude |                                               |
| 09085806 | Siemenswerderweg 65 (Lage)                               | Klubhaus Siemens-Werder                                             | Ausflugslokal, 1900 |                                               |
| 09085818 | Teltower Straße 16 (Lage)                                | Mietshaus                                                           | 1914 |                                               |
| 09012507 | Teltower Straße 18 (Lage)                                | Mietshaus                                                           | 1914 |                                               |
| 09085833 | Weinmeisterhornweg 123 (Lage)                            | Wohnhaus mit Stall und Scheune                                      | 1894–1914 |                                               |
| 09010153 | Weißenburger Straße 9–11 (Lage)                          | Kath. St. Wilhelm-Kirche                                            | 1963–1965 von Ullrich Craemer |                                               |
| 09085834 | Wendenweg 13/15 (Lage)                                   | Wohnhaus                                                            | 1931 |                                               |
| 09096044 | Weinmeisterhornweg 31 (Lage)                             | Haus Vogel                                                          | Wohnhaus, 1966–1967 von Werner Düttmann |                                               |
| 09096044 | Weinmeisterhornweg 31 (Lage)                             | Haus Vogel                                                          | Bodenbeläge im Außenbereich |                                               |
| 09085850 | Zur Haveldüne 2 (Lage)                                   | Stahlplatten-Fertigteilhaus                                         | Wohnhaus, 1928 |                                               |
| 09085850 | Zur Haveldüne 2 (Lage)                                   | Stahlplatten-Fertigteilhaus                                         | Pavillon |                                               |

## Gartendenkmale
| Nr.      | Lage                                                                                   | Offizielle Bezeichnung                  | Beschreibung                                                                                                 | Bild |
| -------- | -------------------------------------------------------------------------------------- | --------------------------------------- | --- | ---- |
| 09046196 | Adamstraße 29–31 Konkordiastraße 1/15 Melanchthonstraße 61–67 Weverstraße 34–36 (Lage) | Innen- und Ehrenhof                     | ab 1925 von Richard Ermisch (siehe auch Gesamtanlage Wohnanlage Adamshof)                                    |      |
| 09046202 | Betckestraße 24–31 (Lage)                                                              | Vorhof                                  | 1919 von Karl Elkart                                                                                         |      |
| 09046213 | Höhenweg 9 (Lage)                                                                      | Hausgarten                              | 1934–1935 von Hermann Mattern, Herta Hammerbacher und Karl Foerster (siehe auch Baudenkmal Haus Dr. Baensch) |      |
| 09046207 | Pichelsdorfer Straße 28/42 Genfenbergstraße Grimnitzseeweg (Lage)                      | Freiflächen der Siedlung Birkenwäldchen | seit 1881, 1928 von Richard Ermisch (siehe auch Gesamtanlage Siedlung Birkenwäldchen)                        |      |
| 09046212 | Seeburger Straße 60–61A (Lage)                                                         | Parkanlage des Johannastiftes           | ab 1884 (siehe auch Gesamtanlage Johannastift)                                                               |      |

## Ehemalige Denkmale
| Nr.      | Lage              | Offizielle Bezeichnung | Beschreibung | Bild |
| -------- | ----------------- | ---------------------- | --- | ---- |
| 09085598 | Heerstraße (Lage) | Freybrücke             | 1908–1909 von Karl Bernhard, 1948–1951 wiederaufgebaut. Die genietete Fachwerkbogenbrücke mit abgehängter, 5-feldriger Fahrbahn entstand, ebenso wie die benachbarte Stößenseebrücke, als Teil des Gesamtprojekts Döberitzer Heerstraße. Sie führt die Bundesstraße 2/5 über die Havel. Eine besondere Herausforderung beim Bau waren die beiderseitig gelegenen Moorgebiete am Uferrand; somit ergibt sich eine Gesamtlänge von 163,8 Metern bei einer Stromöffnung von 63 Meter. Im selben Baustil wurden von Karl Bernhard auch die ursprüngliche Treskowbrücke und die Stubenrauchbrücke entworfen. 2008 wurden an der Brücke Korrosionsschäden festgestellt und sie war daher nur noch mit 30 km/h befahrbar. Im Zusammenhang mit dem Verkehrsprojekt Deutsche Einheit Nr. 17 soll die Freybrücke durch einen Neubau ersetzt werden, um auf der Havel eine Durchfahrtshöhe von 5,25 Metern zu ermöglichen. Der umstrittene Abriss erfolgte im März 2015. |      |